# Lekkoatletyka na Letnich Igrzyskach Olimpijskich 1924 – bieg na 200 m mężczyzn
Bieg na 200 m mężczyzn był jedną z konkurencji lekkoatletycznych na Letnich Igrzyskach Olimpijskich 1924. Zawody odbyły się w dniach 8–9 lipca. W zawodach uczestniczyło 65 zawodników z 33 państw.

## Rekordy
| Rekord świata     | 21.2 s | William Applegarth | Londyn, (GBR)    | 4 lipca 1914     |
| Rekord olimpijski | 21,6 s | Archie Hahn        | St. Louis, (USA) | 31 sierpnia 1904 |

## Wyniki

### Runda 1
Dwóch najszybszych zawodników z każdego biegu awansowało do ćwierćfinałów.
Bieg 1
| Miejsce | Zawodnik              | Państwo           | Wynik | Kwal. |
| ------- | --------------------- | ----------------- | ----- | ----- |
| 1       | Howard Kinsman        | Południowa Afryka | 21,8  | Q     |
| 2       | André Mourlon         | Francja           | 21,8  | Q     |
| 3       | Pietro Pastorino      | Włochy            | 22,1  |       |
| 4       | James Hall            | Indie Brytyjskie  | 22,5  |       |
| 5       | José-María Larrabeiti | Hiszpania         |       |       |

Bieg 2
| Miejsce | Zawodnik         | Państwo           | Wynik | Kwal. |
| ------- | ---------------- | ----------------- | ----- | ----- |
| 1       | Bayes Norton     | Stany Zjednoczone | 21,8  | Q     |
| 2       | Cyril Coaffee    | Kanada            |       | Q     |
| 3       | Carlos Garcés    | Meksyk            |       |       |
| 4       | Félix Mendizábal | Hiszpania         |       |       |

Bieg 3
| Miejsce | Zawodnik         | Państwo         | Wynik | Kwal. |
| ------- | ---------------- | --------------- | ----- | ----- |
| 1       | Eric Liddell     | Wielka Brytania | 22,2  | Q     |
| 2       | Rudolf Rauch     | Austria         | 22,6  | Q     |
| 3       | Joseph Hilger    | Luksemburg      |       |       |
| 4       | Herminio Ahumada | Meksyk          |       |       |

Bieg 4
| Miejsce | Zawodnik        | Państwo       | Wynik | Kwal. |
| ------- | --------------- | ------------- | ----- | ----- |
| 1       | Arthur Porritt  | Nowa Zelandia | 22,4  | Q     |
| 2       | Larry Armstrong | Kanada        |       | Q     |
| 3       | Karl Borner     | Szwajcaria    |       |       |
| 4       | Lauri Härö      | Finlandia     |       |       |
| 5       | Diego Ordoñéz   | Hiszpania     |       |       |

Bieg 5
| Miejsce | Zawodnik        | Państwo           | Wynik | Kwal. |
| ------- | --------------- | ----------------- | ----- | ----- |
| 1       | Harry Broos     | Holandia          | 22,6  | Q     |
| 2       | George Dunston  | Południowa Afryka |       | Q     |
| 3       | Paul Hammer     | Luksemburg        |       |       |
| 4       | Mogens Truelsen | Dania             |       |       |
| 5       | Oto Seviško     | Łotwa             |       |       |

Bieg 6
| Miejsce | Zawodnik       | Państwo           | Wynik | Kwal. |
| ------- | -------------- | ----------------- | ----- | ----- |
| 1       | Jackson Scholz | Stany Zjednoczone | 22,4  | Q     |
| 2       | Gordon Hester  | Kanada            |       | Q     |
| 3       | Terence Pitt   | Indie Brytyjskie  |       |       |
| 4       | Pierre Parrain | Francja           |       |       |

Bieg 7
| Miejsce | Zawodnik     | Państwo   | Wynik | Kwal. |
| ------- | ------------ | --------- | ----- | ----- |
| 1       | Slip Carr    | Australia | 22,6  | Q     |
| 2       | William Lowe | Irlandia  | 23,0  | Q     |
| 3       | Jan de Vries | Holandia  | 23,2  |       |

Bieg 8
| Miejsce | Zawodnik              | Państwo          | Wynik | Kwal. |
| ------- | --------------------- | ---------------- | ----- | ----- |
| 1       | John MacKechenneay    | Kanada           | 23,2  | Q     |
| 2       | Roy Norman            | Australia        |       | Q     |
| 3       | Alexandros Papafingos | Grecja           |       |       |
| 4       | Alois Linka           | Czechosłowacja   |       |       |
| 5       | Will Hildreth         | Indie Brytyjskie |       |       |

Bieg 9
| Miejsce | Zawodnik       | Państwo         | Wynik | Kwal. |
| ------- | -------------- | --------------- | ----- | ----- |
| 1       | Wilfred Nichol | Wielka Brytania | 22,6  | Q     |
| 2       | Ferenc Gerő    | Węgry           |       | Q     |
| 3       | José Martínez  | Meksyk          |       |       |

Bieg 10
| Miejsce | Zawodnik            | Państwo           | Wynik | Kwal. |
| ------- | ------------------- | ----------------- | ----- | ----- |
| 1       | Harold Abrahams     | Wielka Brytania   | 22,2  | Q     |
| 2       | Charles Paddock     | Stany Zjednoczone | 22,3  | Q     |
| 3       | Gentil dos Santos   | Portugalia        | 23,0  |       |
| 4       | Johannes van Kampen | Holandia          | 23,1  |       |

Bieg 11
| Miejsce | Zawodnik                | Państwo       | Wynik | Kwal. |
| ------- | ----------------------- | ------------- | ----- | ----- |
| 1       | Paul Brochart           | Belgia        | 23,0  | Q     |
| 2       | Konstantinos Pantelidis | Grecja        |       | Q     |
| 3       | Stanko Perpar           | Królestwo SHS |       |       |

Bieg 12
| Miejsce | Zawodnik       | Państwo | Wynik | Kwal. |
| ------- | -------------- | ------- | ----- | ----- |
| 1       | Lajos Kurunczy | Węgry   | 22,6  | Q     |
| 2       | Sasago Tani    | Japonia |       | Q     |
| 3       | Gvido Jekals   | Łotwa   |       |       |

Bieg 13
| Miejsce | Zawodnik            | Państwo           | Wynik | Kwal. |
| ------- | ------------------- | ----------------- | ----- | ----- |
| 1       | George Hill         | Stany Zjednoczone | 22,0  | Q     |
| 2       | Thomas Matthewman   | Wielka Brytania   |       | Q     |
| 3       | Alvaro de Oliveira  | Brazylia          |       |       |
| 4       | Aleksander Szenajch | Polska            | 22,8  |       |
| 5       | Mariano Aguilar     | Meksyk            |       |       |

Bieg 14
| Miejsce | Zawodnik       | Państwo   | Wynik | Kwal. |
| ------- | -------------- | --------- | ----- | ----- |
| 1       | Joseph Jackson | Francja   | 22,8  | Q     |
| 2       | Félix Escobar  | Argentyna | 23,0  | Q     |
| 3       | Zygmunt Weiss  | Polska    | 23,4  |       |

Bieg 15
| Miejsce | Zawodnik            | Państwo  | Wynik | Kwal. |
| ------- | ------------------- | -------- | ----- | ----- |
| 1       | Maurice Degrelle    | Francja  | 22,6  | Q     |
| 2       | Rinus van den Berge | Holandia |       | Q     |
| 3       | David Nepomuceno    | Filipiny |       |       |

Bieg 16
| Miejsce | Zawodnik         | Państwo   | Wynik | Kwal. |
| ------- | ---------------- | --------- | ----- | ----- |
| 1       | Sean Lavan       | Irlandia  | 23,2  | Q     |
| 2       | Juan Junquera    | Hiszpania |       | Q     |
| 3       | Reinhold Kesküll | Estonia   |       |       |

Bieg 17
| Miejsce | Zawodnik        | Państwo | Wynik | Kwal. |
| ------- | --------------- | ------- | ----- | ----- |
| 1       | André Théard    | Haiti   | 23,6  | Q     |
| 2       | Johans Oja      | Łotwa   |       | Q     |
| 3       | Muhammed Burhan | Turcja  |       |       |

### Ćwierćfinały
Dwóch najszybszych zawodników z każdego biegu awansowało do finału.
Ćwierćfinał 1
| Miejsce | Zawodnik        | Państwo           | Wynik | Kwal. |
| ------- | --------------- | ----------------- | ----- | ----- |
| 1       | Charles Paddock | Stany Zjednoczone | 22,2  | Q     |
| 2       | Wilfred Nichol  | Wielka Brytania   | 22,6  | Q     |
| 3       | George Dunston  | Południowa Afryka |       |       |
| 4       | Johans Oja      | Łotwa             |       |       |
| 5       | Rudolf Rauch    | Austria           |       |       |

Ćwierćfinał 2
| Miejsce | Zawodnik           | Państwo         | Wynik | Kwal. |
| ------- | ------------------ | --------------- | ----- | ----- |
| 1       | Slip Carr          | Australia       | 21,8  | Q     |
| 2       | Eric Liddell       | Wielka Brytania |       | Q     |
| 3       | Joseph Jackson     | Francja         |       |       |
| 4       | Sean Lavan         | Irlandia        |       |       |
| 5       | John MacKechenneay | Kanada          |       |       |
| 6       | Juan Junquera      | Hiszpania       |       |       |

Ćwierćfinał 3
| Miejsce | Zawodnik                | Państwo           | Wynik | Kwal. |
| ------- | ----------------------- | ----------------- | ----- | ----- |
| 1       | Jackson Scholz          | Stany Zjednoczone | 21,8  | Q     |
| 2       | Cyril Coaffee           | Kanada            |       | Q     |
| 3       | Sasago Tani             | Japonia           |       |       |
| 4       | André Théard            | Haiti             |       |       |
| 5       | Roy Norman              | Australia         |       |       |
| 6       | Konstantinos Pantelidis | Grecja            |       |       |

Ćwierćfinał 4
| Miejsce | Zawodnik         | Państwo           | Wynik | Kwal. |
| ------- | ---------------- | ----------------- | ----- | ----- |
| 1       | Harold Abrahams  | Wielka Brytania   | 22,0  | Q     |
| 2       | Bayes Norton     | Stany Zjednoczone | 22,3  | Q     |
| 3       | Maurice Degrelle | Francja           | 22,4  |       |
| 4       | Ferenc Gerő      | Węgry             | 22,4  |       |
| 5       | Laurie Armstrong | Kanada            |       |       |
| 6       | Félix Escobar    | Argentyna         |       |       |

Ćwierćfinał 5
| Miejsce | Zawodnik            | Państwo         | Wynik | Kwal. |
| ------- | ------------------- | --------------- | ----- | ----- |
| 1       | Arthur Porritt      | Nowa Zelandia   | 22,0  | Q     |
| 2       | André Mourlon       | Francja         | 22,1  | Q     |
| 3       | Lajos Kurunczy      | Węgry           |       |       |
| 4       | Thomas Matthewman   | Wielka Brytania |       |       |
| 5       | William Lowe        | Irlandia        |       |       |
| 6       | Rinus van den Berge | Holandia        |       |       |

Ćwierćfinał 6
| Miejsce | Zawodnik       | Państwo           | Wynik | Kwal. |
| ------- | -------------- | ----------------- | ----- | ----- |
| 1       | George Hill    | Stany Zjednoczone | 21,8  | Q     |
| 2       | Howard Kinsman | Południowa Afryka |       | Q     |
| 3       | Paul Brochart  | Belgia            |       |       |
| 4       | Gordon Hester  | Kanada            |       |       |
| 5       | Harry Broos    | Holandia          |       |       |

### Półfinały
Trzech najszybszych zawodników z każdego biegu awansowało do finału.
Półfinał 1
| Miejsce | Zawodnik        | Państwo           | Wynik | Kwal. |
| ------- | --------------- | ----------------- | ----- | ----- |
| 1       | Jackson Scholz  | Stany Zjednoczone | 21,8  | Q     |
| 2       | George Hill     | Stany Zjednoczone | 21,8  | Q     |
| 3       | Harold Abrahams | Wielka Brytania   | 21,9  | Q     |
| 4       | Slip Carr       | Australia         | 22,1  |       |
| 5       | Wilfred Nichol  | Wielka Brytania   | 22,4  |       |
| 6       | Arthur Porritt  | Nowa Zelandia     | 22,6  |       |

Półfinał 2
| Miejsce | Zawodnik        | Państwo           | Wynik | Kwal. |
| ------- | --------------- | ----------------- | ----- | ----- |
| 1       | Charles Paddock | Stany Zjednoczone | 21,8  | Q     |
| 2       | Eric Liddell    | Wielka Brytania   | 21,8  | Q     |
| 3       | Bayes Norton    | Stany Zjednoczone | 22,1  | Q     |
| 4       | André Mourlon   | Francja           | 22,2  |       |
| 5       | Howard Kinsman  | Południowa Afryka | 22,3  |       |
| 6       | Cyril Coaffee   | Kanada            | 22,4  |       |

### Finał
| Miejsce | Tor | Zawodnik        | Państwo           | Wynik    |
| ------- | --- | --------------- | ----------------- | -------- |
| 1       | 4   | Jackson Scholz  | Stany Zjednoczone | 21,6 =OR |
| 2       | 6   | Charles Paddock | Stany Zjednoczone | 21,7     |
| 3       | 5   | Eric Liddell    | Wielka Brytania   | 21,9     |
| 4       | 1   | George Hill     | Stany Zjednoczone | 22,0     |
| 5       | 3   | Bayes Norton    | Stany Zjednoczone | 22,0     |
| 6       | 2   | Harold Abrahams | Wielka Brytania   | 22,3     |